# Neopentan
Neopentan, hay còn gọi là 2,2-dimethylpropan, là một alkan có 5 nguyên tử carbon và trong cấu trúc của nó có hai mạch nhánh.

## Đồng phân
Với cùng công thức phân tử C5H12, neopentan là đồng phân của pentan và isopentan.